# Barriada Guaymí
Barriada Guaymí es un corregimiento del distrito de Almirante, en la provincia de Bocas del Toro, República de Panamá. Fue fundado el 8 de junio de 2015, segregado del antiguo corregimiento de Almirante.